# 57076 Mariocambi
57076 Mariocambi este o planetă minoră (asteroid), cu un diametru de 3,79 km, din centura de asteroizi. A fost descoperită pe 22 iulie 2001 la osservatorio astronomico della Montagna Pistoiese⁠(d) de Andrea Boattini⁠(d). 
Obiectul prezintă o orbită caracterizată de o semiaxă mare de 2,7385188338758 UAi, o excentricitate de 0,20623131625631, o înclinație de 8,2118888296566 ° în raport cu ecliptica.